# Taram-Noaga
 (septembre 2022).
Si vous disposez d'ouvrages ou d'articles de référence ou si vous connaissez des sites web de qualité traitant du thème abordé ici, merci de compléter l'article en donnant les références utiles à sa vérifiabilité et en les liant à la section « Notes et références ».
Taram-Noaga est une commune située dans le département de Sangha de la province de Koulpélogo dans la région Centre-Est au Burkina Faso.